# ماركو باشيتش (لاعب كرة قدم)
ماركو باشيتش هو لاعب كرة قدم كرواتي في مركز الدفاع، ولد في 13 سبتمبر 1984 في جمهورية كرواتيا الاشتراكية. لعب مع نادي فاراجدين ونادي فلازنيا شكودر ونادي فلامورتاري فلوره.